# A Talk with Gryllotalpa
A Talk with Gryllotalpa è un racconto a carattere scientifico di H. G. Wells, la sua prima pubblicazione avviene nel febbraio del 1887 sul giornale scolastico Science School Journal, pubblicato sotto lo pseudonimo di Septimus Browne.
L'opera rappresenta l'intuizione di Wells di qualcosa che ricorda un incipit sul principio di complementarità, la distinzione tra due punti di vista fondamentali, rivolti ai fenomeni, e in particolare verso la naturale percezione umana.

## Analisi del periodo storico
Le prime opere accreditate a Wells e pubblicate sul Science School Journal, risalgono al periodo di fondazione del giornale scolastico, che va dal 1886 al 1887. In questo periodo Wells si trova al terzo anno presso la Scuola normale di Scienze in South Kensington (quella che in seguito divenne il Royal College of Science fino a diventare parte integrante dell'Imperial College London), e il periodo in cui H. G. Wells si trasferì in Galles ad aderire al corpo docente di una scuola, la Holt Academy, nella cittadina di Holt, vicino a Wrexham.

### Premessa
Non è possibile analizzare la sola opera per riuscire a capire a pieno il concetto espresso in essa, ma bisogna raggruppare tutti i lavori dello scrittore in questo periodo e analizzarli nell'insieme, poiché essi funzionano sinergicamemente in un concetto più ampio, legato alle esperienze e agli studi dello scrittore, nonché alle influenze di diverse teorie in voga nell'epoca.
Nel febbraio del 1887, Wells pubblicò l'articolo A Talk with Gryllotalpa, il periodo di redazione dell'opera rientra nel periodo di pubblicazione di una serie di opere a carattere prettamente scientifico, e al periodo di pubblicazione dei primi racconti fantascientifici. Insieme questi saggi, recensioni e finzione permettono di seguire il profilo dello sviluppo intellettuale di Wells.

### L'opera
L'opera rappresenta l'intuizione di Wells di qualcosa che ricorda un incipit sul principio di complementarità, la distinzione tra due punti di vista fondamentali, rivolti ai fenomeni, e in particolare verso la naturale percezione umana.
Il primo punto di vista a cui fa riferimento Wells è la prospettiva della visione umana rispetto alle grandezze astronomiche, quello che in seguito definisce l'assoluto punto di vista di percepire le cose a distanza, da questa prospettiva di spazio infinito l'uomo risulta essere infitesimale. Tutto sommato c'è anche un punto di vista da parte del uomo, questa prospettiva riguarda tutto ciò che è presente nell'universo appare in lontananza, poiché visto in relazione all'occhio umano. In entrambi i casi, cosmico o umano, ha le sue insidie. Il pericolo della visione cosmica è un disprezzo per quello che Wells definisce l'unico, l'individualità di tutti i fenomeni, mentre il pericolo della visione umana è il prestarsi troppo facilmente l'errore di concezione secondo cui tutto ciò che è nell'universo è stato creato per l'uomo e per i suoi bisogni, per cui l'uomo si viene a trovare al centro dell'universo e può considerarsi misura di tutte le cose (antropocentrismo).
Riconoscendo che ogni prospettiva può di per sé portare a distorsioni, Wells fa affidamento su entrambi, anche se il principale punto focale dei suoi scritti si sposta gradualmente dalla visione cosmica a quella umana. Nei suoi saggi e racconti prima di La macchina del tempo, e in larga misura nella stessa, il cosmico e il processo evolutivo dominano il suo campo visivo, anche se in seguito all'accrescimento letterario di Wells, riparte senza la visione umana, perdendo di vista tuttavia il grande universo in cui l'uomo si trova situato. Il corrispondente a questo cambiamento di messa a fuoco è una visione alterata delle prospettive per la specie umana, con la visione delle leggi della natura che eliminano ciò che l'uomo propone, lasciano spazio a un'idea di evoluzione "artificiale", l'uomo prende coscientemente in carico del suo futuro plasmando il suo ambiente socio culturale, oltre il quale può esercitarne il controllo.
Il concetto prende forma dalla teoria di August Weismann, uno dei più acuti teorici dell'evoluzionismo e dell'ereditarietà. Accolse con entusiasmo le teorie di Charles Darwin, contribuendo alla loro diffusione e alla loro accettazione in Germania, contribuendo in maniera sostanziale con deduzioni personali, avvicinandosi e successivamente diventando la "guida" del movimento "neodarwinista" che negava in maniera categorica la trasmissibilità dei caratteri acquisiti. Un'evoluzione dettata della selezione, la cui azione avviene sulle variazioni individuali ereditarie, tutte esclusivamente di origine interna. L'azione che l'ambiente esercita sul corpo degli organismi, non si ripercuote sulle cellule riproduttive, annullando gli effetti dell'eredità e di conseguenza dell'evoluzione.

### Lo sviluppo dell'opera sul piano scientifico
L'idea viene in seguito approfondita nell'opera The Rediscovery of the Unique nelle quali il concetto espresso da Wells ruota non solo sull'aspetto di individualità, intesa come il complesso degli elementi di caratteristiche ed esclusiva pertinenza del singolo, in ogni cosa, ma anche l'inafferrabilità delle possibilità in cui l'uomo si determina secondo la propria legge, e quindi della responsabilità e imputabilità di ogni suo volere e azione. Questo concetto di unicità non contrasta con quello di un universo rigido, per Wells queste due idee non si escludono l'una con l'altra perché ognuno vede l'universo da un diverso punto di vista, ognuno rappresenta un diverso centro di percezione.
Dal punto di vista assoluto, ovvero quello cosmico, al di fuori dello spazio e del tempo, sembra come se le leggi naturali fossero interamente e inesorabilmente governate e determinate dal corso del cosmo, ma dal punto di vista umano, il futuro, qualunque esso sia, può essere modellato almeno in parte attraverso l'iniziativa e lo sforzo umano. Più in particolare con le leggi dell'evoluzione le quali non escludono la possibilità di trasformazione.
else»
(The Rediscovery of the Unique, H. G. Wells, 1891)
L'attribuzione che da Wells alla sua teoria è fondamentale, senza di essa, sembra incompatibile con la posizione che difende in un altro dei suoi primi saggi, successivo a The Rediscovery of the Unique, ovvero The Universe Rigid (1891), dove lo scrittore avanza l'ipotesi di un Diagramma universale da cui tutti i fenomeni sarebbero derivati da un processo di deduzione. La sua idea di universo rigido ipotizza un etere cosmico, uniformemente distribuito nello spazio infinito seguito dallo spostamento di una particella. Wells suggerisce che se esistesse un universo rigido, e fino a ora uniforme, le caratteristiche sequenziali del mondo dipenderebbero interamente dalla velocità di questo spostamento iniziale, diffondendo il movimento verso l'esterno con sempre maggiori complicazioni.
Wells dettaglia un'ipotesi simile nella versione di The Time Machine pubblicata sulla rivista New Review (edita in 5 parti, a seguito del passaggio di Hentley al New Review. Hentley interessato all'opera si rivolge nuovamente a Wells, chiedendogli di revisionare la sua idea sui viaggi nel tempo.) nella quale specifica che un universo visto in questo modo è un apparato inalterabile perfettamente rigido, interamente predestinato, in cui le cose sono sempre le stesse. conclude la sua teoria affermando che lo stato attuale del sistema naturale è evidentemente il risultato di ciò era nell'istante precedente, e se iporizzassimo un'Intelligenza che in un dato momento abbraccia tutte le relazioni e i rapporti tra gli esseri nell'Universo, essa sarà in grado di determinare in qualsiasi istante del passato o del futuro il loro rispettive posizioni, i loro movimenti e in generale le loro caratteristiche.
Il concetto viene a sua volta ripreso in un'altra opera di Wells, Zoological Regression (settembre 1891) dove introduce lo scritto supponendo che nessuna teoria scientifica è più ampiamente discussa o più generalmente fraintesa tra le persone colte che le opinioni dei biologi riguardo alla storia passata e alle prospettive future nella loro mancanza di esperienza, avvalendosi di frasi tecniche e citando erroneamente le autorevolezze intellettuali del settore con uno spirito invincibilmente ottimista, il pubblico istruito è arrivato a modo suo a una resa dei risultati che trova estremamente soddisfacenti, considerando nel passato il grande scorrere della natura si è sviluppato costantemente per rivelare un'armonia sempre più ricca di forme e gradi dell'essere successivamente sempre più alti, e presuppone che questa "evoluzione dell'essere" continuerà ad aumentare la propria velocità fino alla sua estrinsecazione. Questa credenza, efficace, progressiva e gradita come scene di trasformazione in una pantomima, non riceve nessuna conferma del tutto soddisfacente nel registro geologico e negli studi dell'embriologo filogenetico.
Al contrario, è quasi sempre associato al suggerimento di avanzare, nei fenomeni biologici, un'idea opposta che è il suo complemento essenziale. Il tecnicismo che lo esprime, se ripagato in maniera sufficiente nel mondo della cultura, fa molto per riconciliare il naturalista e la sua platea. Il bagliore senza tonalità dell'evoluzione ottimistica sarebbe poi ammorbidito da un'ombra; la monotona reiterazione di Excelsior! da parte di persone che non "puntano in alto", ma contrariamente interrompono l'armonia creata, rafforzata da una discordia, l'antitesi della degradazione evolutiva.
Wells prosegue affermando che sono stati a lungo conosciuti casi isolati di degenerazione, e l'attenzione popolare è stata attirata su di loro al fine di indicare le lezioni morali ben intenzionate, l'errata analogia tra le specie e gli individui impiegati. Solo di recente, tuttavia, è stata sospettata l'enorme importanza della degenerazione come processo plastico in natura e riconosciuta la sua intera parità con l'evoluzione, così esprimendosi, Wells ha accolto con favore questa complicazione nella presunta teleologia del progresso umano.

### Il racconto di H. G. Wells
L'opera si apre con una considerazione di Wells su una rappresentazione artistica nel libro Il pellegrinaggio del cristiano, allegoria cristiana in forma di romanzo, pubblicata nel 1678 e nel 1684 scritta da John Bunyan, la rappresentazione artistica fa riferimento al momento in cui si apprende che Christian, il protagonista dell'opera sta attraversando la valle oscura dove incontrerà Abaddon, il modo in cui il pittore aveva disegnato l'illustrazione, sistemando in maniera impeccabile gli elementi raffigurati, fece sì che Wells non potesse fare a meno di scrivere qualcosa su di essa, suscitando nello scrittore un grande interesse e una grande quantità di pensieri.
that it seemed as if hell must be yawning below it.»
che sembrava che l'inferno dovesse spalancarsi sotto di esso.»
(A Talk with Gryllotalpa, H. G. Wells, 1887)
L'immagine riporta due piccole figure, che sono la rappresentazione del Diavolo e di Christian, nel centro di un'enorme raffigurazione che crea uno stacco visivo impressionante tra il rosso accesso e la desolazione più assoluta, dipinta con colori freddi e anonimi, mentre Wells ripensa a questa immagine, riceve la visita dell amico Gryllotalpa, (così chiamato per il suo aspetto e le abitudini) venendo assorbito anch'esso dall'immagine e manifestando una leggera ammirazione si mise immediatamente a parlare di ciò che chiamava l'infinitesima piccolezza di uomini, raccontando molte cose belle sulle profondità cerulee dello spazio infinito e del cielo stellato e il progresso della razza come rivelato dall'evoluzione, alcuni dei quali importanti.

## Edizioni
- (EN) Septimus Browne (H. G. Wells), A Talk with Gryllotalpa, n.3, Science School Journal, febbraio 1887.
- (EN) Robert M. Philmus e David Y. Hughes, H. G. Wells Early Writings in Science and Science Fiction (TXT), University of California Press, 1975, ISBN 0-520-02679-9.